# Mauricio Parra (entrenador)
Mauricio Parra (nacido el 20 de julio de 1972 en Zweibrücken, Alemania) es un entrenador de baloncesto de origen alemán con nacionalidad española que milita como entrenador en las filas del VfL Kirchheim Knights de la ProA (Basketball Bundesliga).

## Trayectoria deportiva
Estudió en los colegios alemanes de Ciudad del Cabo (Sudáfrica) y en el de Bilbao. Cursó en Viena estudios de transporte y logística internacional.
Su primera experiencia como entrenador fue en Austria a mediados de los 90, como asistente en el modesto Trodat Wels (1995-96), primero, y en el SÜBA St. Poelten (1996-2001), después. Precisamente este último equipo le dio la alternativa como primer entrenador en 2002.  Estuvo como entrenador de diferentes categorías en el equipo del Sant Polten durante siete temporadas. Luego se trasladó a Alemania donde estuvo cinco temporadas en el Tubingen. La temporada 2008-2009 fichó por el equipo Bayern Munich que estaba en la segunda categoría del baloncesto alemán, donde permaneció como entrenador asistente durante dos temporadas. 
La temporada 2010-2011 lo fichó el Alba Berlín donde trabajó a las órdenes de Luka Pavicevic y más tarde, fue ayudante del entrenador canadiense Gordon Herbert.
En verano de 2015 firma con el EWE Baskets Oldenburg. Después de tres años en el cargo, dejó Oldenburg en el verano de 2018 y se convirtió en entrenador en jefe de VfL Kirchheim en la ProA (Basketball Bundesliga).

## Clubs
- Trodat Wels (1995-1996). Entrenador ayudante.
- SÜBA St. Poelten (1996-2001). Entrenador ayudante.
- SÜBA St. Poelten (2002-2003). Entrenador.
- Tigers Tübingen (2003-2008). Entrenador ayudante.
- Bayern de Múnich (2008-2010) . Entrenador ayudante.
- Alba Berlín (2010-2015) . Entrenador ayudante.
- EWE Baskets Oldenburg (2015-2018). Entrenador ayudante.
- VfL Kirchheim Knights (2018-Actualidad). Entrenador.